# Параноја
Параноја је психоза за коју су карактеристичне болесне идеје величине и прогањања, док је интелигенција особе очувана. Зато се ова болест понекад назива „разумно лудило”. По Крепелну, параноја је суманутост која се карактерише „спорим и подмуклим развојем трајног и суманутог система са очуваношћу јасноће и реда у мислима, вољи, делању”. Параноик најчешће логично расуђује, односно изводи исправне закључке, али из погрешних премиса.

## Симптоми и испољавање
Уобичајени симптом параноје је пристрасност атрибуције. Ове особе обично имају пристрасну перцепцију стварности, често показују више непријатељских уверења него што је просек код других људи. Параноидна особа може протумачити или доживети нечије случајно понашање као да је намерно или да представља претњу.
Истраживање неклиничке параноидне популације показало је да су карактеристике попут осећаја немоћи и депресије, изолације и одустајања од активности повезане са чешћом паранојом. Неки научници су створили различите подтипове за различите симптоме параноје, укључујући еротски, прогонитељски, тужбенички и егзалтирани.
Параноидне особе најчешће нису у вези или браку, можда зато што параноја доводи до потешкоћа у међуљудским односима.
Неки истраживачи су разврстали типове параноје по заједничким карактеристикама. Најмање уобичајене врсте параноје на самом врху хијерархије биле би оне које укључују озбиљније претње. Социјална анксиозност је на дну ове хијерархије као најчешће испољени ниво параноје.

## Узроци

### Друштвени и окружење
Изгледа да друштвене околности имају велики утицај на параноидна уверења. Према истраживању менталног здравља спроведеном међу становницима Сијудад Хуареза, Чиваве (у Мексику) и Ел Паса, Тексас (у Сједињеним Америчким Државама), параноидна уверења изгледа да су повезана са осећањима немоћи и виктимизације, што је додатно наглашено кроз друштвене ситуације. Параноидни симптоми су били повезани са ставом неповерења и спољашњим локусом контроле. Позивајући се на истраживања која показују да су жене и особе са нижим социоекономским статусом склоније проналажењу места контроле споља, истраживачи сугеришу да жене могу бити посебно погођене кроз последице ниског социоекономског статуса, што се одражава на параноју.
Анкете су показале да се параноја може развити из тешких родитељских односа и осећања неповерења у окружење, на пример стил родитељства који је веома строг, дисциплинујућ или нестабилан, може допринети развоју параноје. Неки извори су такође напоменули да мажење и угађање детету може допринети већој параноји, тако што нарушава дететово разумевање сопственог односа са светом Искуства за која је утврђено да појачавају или стварају параноју укључују честа разочарања, стрес и осећај безнађа.
Дискриминација је такође наведена као потенцијални предиктор параноидних заблуда. Такви извештаји показују да се параноја чешће јавља код старијих пацијената који су током живота доживели већу дискриминацију. Имигранти су подложнији неким облицима психозе него општа популација, што може бити повезано са чешћим искуствима дискриминације и понижења.

### Психолошки
Много више симптома заснованих на расположењу или карактеру, на пример грандиозност и кривица, могу бити у основи функционалне параноје.
Сугерисано је да постоји „хијерархија“ параноје.

### Физички
Параноидна реакција може бити узрокована смањењем мождане циркулације као резултат високог крвног притиска или отврдњавања артеријских зидова.
Параноја изазвана дрогама, повезана са канабисом и стимулансима попут амфетамина или метамфетамина, има много тога заједничког са шизофреничном паранојом. Параноја изазвана дрогама има бољу прогнозу од шизофрене параноје након што се дрога уклони.
На основу података добијених у оквиру холандског пројекта NEMESIS 2005. године, постојала је веза између оштећеног слуха и појаве симптома психозе, што је закључак заснован на петогодишњем праћењу. Неке старије студије су заправо тврдиле да се стање параноје може изазвати код пацијената који су били у хипнотичком стању глувоће. Међутим, ова идеја је изазвала много скептицизма током свог времена.